# Municipio de Sudak
El municipio de Sudak (en ruso: Судакский городской совет, en ucraniano: Судацька міська рада, en tártaro de Crimea: Sudaq şeer şurası) es un municipio de Ucrania situado en la Crimea. Es una de las 25 regiones de la República Autónoma de Crimea, cuya soberanía está en disputa entre República de Crimea de Rusia y Ucrania.
La región se encuentra en la costa sureste de la península de Crimea, es una popular área recreativa de la República y es conocida principalmente por sus balnearios.

## Localidades
Además de la ciudad de Sudak, la región incluye la ciudad de Novi Svit y 14 pueblos que están organizados en 7 comunidades.
| Comunidad de Sudak - Sudak Comunidad de Veselivski - Vesele Comunidad de Grushevski - Grushivka - Perevalivka - Kholodivka Comunidad de Dachnovski - Dachne - Lisne | Comunidad de Mezhyrichinski - Mezhyrichia - Voron Comunidad de Morske - Morske - Gromivka Comunidad de Novi Svit - Novi Svit Comunidad de Soniachnodolynski - Soniachna Dolyna - Bogativka - Mindalne - Pryberezhne |